# Голлівуд (Алабама)
Голлівуд (англ. Hollywood) — місто (англ. town) в США, в окрузі Джексон штату Алабама. Населення — 1000 осіб (2010).

## Географія
Голлівуд розташований за координатами 34°43′2″ пн. ш. 85°57′56″ зх. д. / 34.71722° пн. ш. 85.96556° зх. д. (34.717279, -85.965579).  За даними Бюро перепису населення США в 2010 році місто мало площу 23,13 км², з яких 23,09 км² — суходіл та 0,04 км² — водойми.

## Демографія
Згідно з переписом 2010 року, у місті мешкало 1000 осіб у 395 домогосподарствах у складі 284 родин. Густота населення становила 43 особи/км².  Було 444 помешкання (19/км²).
Расовий склад населення:
| - 75,8 % — білих - 14,8 % — чорних або афроамериканців - 1,7 % — корінних американців - 0,3 % — азіатів - 3,1 % — осіб інших рас |

До двох чи більше рас належало 4,3 %. Частка іспаномовних становила 4,9 % від усіх жителів.
За віковим діапазоном населення розподілялося таким чином: 25,4 % — особи молодші 18 років, 60,4 % — особи у віці 18—64 років, 14,2 % — особи у віці 65 років та старші. Медіана віку мешканця становила 39,6 року. На 100 осіб жіночої статі у місті припадало 94,9 чоловіків;  на 100 жінок у віці від 18 років та старших — 88,4 чоловіків також старших 18 років.
Середній дохід на одне домашнє господарство  становив 43 730 доларів США (медіана — 29 306), а середній дохід на одну сім'ю — 59 546 доларів (медіана — 48 641). За межею бідності перебувало 20,3 % осіб, у тому числі 32,6 % дітей у віці до 18 років та 26,6 % осіб у віці 65 років та старших.
Цивільне працевлаштоване населення становило 390 осіб. Основні галузі зайнятості: виробництво — 36,7 %, освіта, охорона здоров'я та соціальна допомога — 16,9 %, будівництво — 15,9 %.